# Dypvågs kommun
Dypvågs kommun (norska: Dypvåg kommune) var en kommun i Aust-Agder fylke i södra Norge. Byn Dypvåg utgjorde kommunens centralort.

## Administrativ historik
Dypvågs kommun upprättades den 1 januari 1838 (som Dypvåg formannskapsdistrikt) när Formannskapslovene från 1837 trädde i kraft. Kommunen omfattade då den östra delen av nuvarande Tvedestrands kommun (Dypvågs socken) samt ett område i den östra delen av nuvarande Arendals kommun (Flosta).
Den 1 januari 1867 överfördes ett obebott område från Søndeleds kommun till Dypvågs kommun.
Den 1 januari 1881 överfördes ett bebott område (med 52 invånare) från Holts kommun till Dypvågs kommun.
Den 1 januari 1902 bröts Flosta kommun ut ur kommunen som då minskade från 5 127 invånare före delningen till 3 235 invånare efter. Den återstående delen omfattade den östra delen av nuvarande Tvedestrands kommun (Dypvågs socken).
Den 1 januari 1960 gick Dypvågs kommun, tillsammans med Holts kommun, upp i Tvedestrands kommun. Kommunens hade då 1 805 invånare.